# Włodzimierz
Włodzimierz – słowiańskie imię męskie. Składa się ze słów Włodzi- – „panuje” i -mierz, które pochodzi z dawnego -mir – „pokój”. Formą staropolską tego imienia jest zatem Włodzimir (analogicznie do Sławomir czy Krzesimir).
Włodzimierz imieniny obchodzi 16 stycznia, 12 czerwca, 15 lipca i 11 sierpnia.

## W innych językach
- Уладзімір lub Уладзімер (Uładzimir lub Uładzimier) – białoruski
- Vladimír – czeski
- Vladimír – duński
- Wlodimír – fiński
- Vladimir, Wladimir – francuski
- Wladimíro – hiszpański
- Vladimir – islandzki
- Włodzmiérz – kaszubski
- Vladimir – norweski
- Vladimiro – hiszpański, portugalski
- Vladimîr – rumuński
- Владимир (Władimir) – rosyjski
- Vladimír – słowacki
- Vladimír – szwedzki
- Володимир (Wołodymyr) – ukraiński
- Vladimír – węgierski
- Vlodimir – włoski

## Znane osoby noszące imię Włodzimierz

### Władcy
- Włodzimierz I Wielki
- Włodzimierz Jarosławowicz – książę wielko-nowogródzki w latach 1036–1052

### Pozostałe osoby
- Władimir Albicki, rosyjski astronom
- Wołodymyr Kłyczko, ukraiński bokser
- Wołodymyr Ostapczuk, ukraiński prezenter telewizyjny
- Wołodymyr Zełenski, ukraiński aktor, prezydent Ukrainy
- Włodzimierz Berutowicz, polski prawnik, minister sprawiedliwości
- Włodzimierz Cimoszewicz, były premier Polski i Marszałek Sejmu RP
- Włodzimierz Ciołek, piłkarz
- Włodzimierz Czarzasty, polityk
- Wołodymyr Czechiwski, ukraiński działacz społeczny i polityczny, premier Ukraińskiej Republiki Ludowej, jeden z założycieli Ukraińskiej Autokefalicznej Cerkwi Prawosławnej
- Vladimír Holan, czeski poeta
- Uładzimir Karatkiewicz, białoruski pisarz, poeta, dramaturg
- Włodzimierz Kopijkowski, generał
- Włodzimierz Lenin, rosyjski rewolucjonista
- Włodzimierz Lubański, piłkarz
- Władimir Majakowski, rosyjski poeta
- Włodzimierz Matuszak, aktor
- Włodzimierz Mazur, piłkarz
- Włodzimierz Muś, generał
- Vladimir Nabokov, amerykański pisarz pochodzenia rosyjskiego
- Włodzimierz Nahorny, muzyk jazzowy
- Włodzimierz Nykiel, prawnik
- Władimir Odojewski, rosyjski pisarz i muzykolog
- Włodzimierz Odojewski, polski pisarz
- Władimir Putin, były premier i obecny prezydent Rosji (prezydent Rosji także w latach 2000-2008)
- Włodzimierz Perzyński, dramaturg
- Włodzimierz Pianka, slawista
- Uładzimir Piczeta, białoruski historyk i archeolog
- Włodzimierz Plaskota, muzyk
- Włodzimierz Potocki, oficer
- Włodzimierz Promiński, skrzypek
- Włodzimierz Puchalski, przyrodnik
- Włodzimierz Tetmajer, malarz
- Włodzimierz Sawczuk, generał
- Włodzimierz Smolarek, piłkarz
- Włodzimierz Sokorski, polityk
- Włodzimierz Szaranowicz, dziennikarz
- Władimir Wysocki, pieśniarz i poeta rosyjski
- Włodzimierz Wysocki, polski fotograf i poeta, publicysta, wiceprezes Towarzystwa Technicznego w Kijowie
- Włodzimierz Zagórski, generał
- Włodzimierz Zalewski, śpiewak operowy
- Włodzimierz Zientarski, dziennikarz
- Vladimir Zografski, bułgarski skoczek narciarski